# Ermal Meta
Ermal Meta, född 20 april 1981 i Fier i Albanien, är en albansk-italiensk singer-songwriter. 
Meta föddes i staden Fier i västra Albanien. Vid 13 års ålder flyttade han med sin familj till den italienska staden Bari. Han debuterade som gitarrist i bandet Ameba4 som ställde upp i nykomlingskategorin i Sanremofestivalen 2006. Från 2007 var han sångare i bandet La Fame di Camilla. Bandet lade ner 2013. Därefter inledde Meta sin solokarriär. 
2016 debuterade han som soloartist i Sanremofestivalens nykomlingskategori med låten "Odio le favole". Med bidraget slutade han på tredje plats. Året därpå deltog han i festvalens huvudkategori med låten "Vietato morire" som handlar om den misshandel hans far utsatte honom för som barn. Han tog sig vidare till finalomgången där han slutade på tredje plats.
2018 blev Meta och sångaren Fabrizio Moro, som då arbetade ihop tillfrågade om de ville delta i Sanremofestivalen tillsammans. De deltog med låten ''Non mi avete fatto niente'' och vann tävlingen. Meta och Moro representerade därefter Italien i Eurovision Song Contest 2018 med låten, som slutade på en femte plats efter att folket gav dem tredje högsta poäng..